# Ivo Pelant
Ivo Pelant (* 13. ledna 1953 Pardubice nebo Praha) je český dramaturg a scenárista. Vystudoval FAMU, obor dramaturgie-scenáristika. Od roku 1976 pracoval v Československé televizi a poté v České televizi coby dramaturg dramatické tvorby. Se svou ženou Evou má dva syny.

## Filmografie

### Autor námětu
- Sněženky a machři po 25 letech – 2008
- Škola Na Výsluní – 2006
- Pohádka pro housle a violu – 2005
- Ranč U Zelené sedmy I – 1998
- Když se slunci nedaří – 1995
- Zločin v obrazárně – 1984
- Kluk za dvě pětky – 1983
- Sněženky a machři – 1983
- Jako zajíci – 1981
- Jen si tak trochu písknout – 1980
- Muž přes palubu – 1980

### Scenárista
- Bludičky – 2010
- Škola pro život – 2009
- Sněženky a machři po 25 letech – 2008
- Hraběnky – 2006
- Škola Na Výsluní – 2006
- Ordinace v růžové zahradě – 2005
- Pohádka pro housle a violu – 2005
- Povodeň – 2005
- Hop nebo trop – 2004
- To jsem z toho jelen aneb Poslední učitel v Čechách – 2000
- Atentát na ministra financí – 1998
- Ranč U Zelené sedmy I – 1998
- Když se slunci nedaří – 1998
- Laskavý divák promine – 1995
- Strašidlo Cantervillské – 1989
- Druhý dech – 1988
- Třetí patro – 1985
- Zločin v obrazárně – 1984
- Kluk za dvě pětky – 1983
- Sněženky a machři – 1983
- Vnitřní zrak – 1983
- Jako zajíci – 1981
- Jen si tak trochu písknout – 1980
- Muž přes palubu – 1980
- Lišaj smrtihlav – 1979

### Dramaturgie
- Eden – Zlatá karta – 2006
- Eden – 2004
- Nemocnice na kraji města po dvaceti letech – 2003
- Kožené slunce – 2002
- Výlet – 2002
- Cabriolet – 2001
- Naše děti – 2001
- Stříbrná paruka – 2001
- Ene bene – 2000
- Policejní pohádky strážmistra Zahrádky – 2000
- Prášky na spanie – 1996
- Co teď a co potom? – 1991
- Zírej, holube! – 1991
- Dámská jízda – 1987
- Štěstí má jméno Jonáš – 1986
- Dva toho času v zeleném hledají dvě veselé nekuřačky – 1985
- Zkoušky z dospělosti – 1980